# The Impossible Dream (The Quest) (singel Sarah Connor)
The Impossible Dream (The Quest) – singel niemieckiej wokalistki Sarah Connor ze studyjnego albumu Soulicious (2007). Utwór został wyprodukowany przez duet Kay Denar i Rob Tyger oraz wydany jako pierwszy, główny singel z albumu. Piosenka miała premierę 30 marca 2007 w Niemczech, Austrii i Szwajcarii.
Utwór zadebiutował na 8. pozycji w Niemczech i było to najwyższe miejsce jakie zajął. Podobnie było w dwóch pozostałych krajach, Austrii i Szwajcarii, gdzie utwór debiutował na pozycjach odpowiednio 25. oraz 19. i nie osiągnął wyższego miejsca.

## Lista utworów i formaty singla
Niemiecki/europejski CD-maxi singel
1. "The Impossible Dream (The Quest)"
2. "The Impossible Dream (The Quest) (Gospel-Fight-Nite-Version)"
3. "Soulicious"
4. "The Impossible Dream (The Quest) (Videoclip)"

## Pozycje na listach
| Lista przebojów (2006)   | Najwyższa pozycja |
| ------------------------ | ----------------- |
| Austria Singles Chart    | 25                |
| Europa Hot 100           | 28                |
| Niemcy Singles Chart     | 8                 |
| Niemcy Airplay Top 100   | 33                |
| Rosja AirPlay Top 100    | 207               |
| Szwajcaria Singles Chart | 19                |